# Dave England
Pour les articles homonymes, voir Dave et England.
Dave England est un acteur américain, né le 30 décembre 1969 à Ventura en Californie aux États-Unis. Il fait partie de Jackass.

## Biographie
Dave England habite à Portland dans l'Oregon. Il est apparu dans l'émission de télévision  Jackass sur MTV, et dans les films Jackass, le film et Jackass: Number Two, Jackass 3 et Jackass Forever.
En 1997, Dave subit une opération bénigne pour une double hernie survenue à la suite d'un accident de snowboard. Il avait atterri sur le dos au sommet d'un rocher, et fut à deux doigts de la fin de sa carrière professionnelle.